# Alfredo San Miguel Arribas
Alfredo San Miguel Arribas (Barcelona, 22 d'agost de 1917 - 7 de gener de 2004), fou un geòleg, catedràtic de la Universitat de Barcelona i director del Museu Martorell de Geologia de Barcelona (1966-1985).

## Biografia
De jove va formar part de l'equip del RCD Espanyol campió del Campionat de Catalunya i del d'Espanya, durant la temporada 1939-40. Va realitzar els seus estudis de Ciències Naturals a la Universitat de Barcelona entre 1934 i 1941, un període dilatat a causa de la guerra civil espanyola. Havia estat afeccionat a l'entomologia en la seva joventut i comptava amb una important col·lecció de papallones i coleòpters, però finalment va optar per l'especialitat de geologia. L'any 1946 es va llicenciar en Farmàcia per la Universitat de Barcelona, i el 1948 va aconseguir el doctorat per la Universitat Complutense de Madrid amb Premi Extraordinari.
Tota la seva vida professional va estar vinculat al Museu Martorell on va entrar a treballar com a conservador l'any 1955 i del qual va ser nomenat director el 1966, càrrec que exercí fins a la seva jubilació el mes de juny de 1985.
Era fill de l'eminent petròleg Maximino San Miguel de la Cámara (1887-1961), qui havia estat conservador de la secció de petrologia del Museu de Geologia entre 1917 i 1941 formant part del personal de l'antiga Junta de Ciències Naturals de Barcelona. Com el seu pare, Alfred San Miguel va conrear la petrologia i va viatjar per Europa, Amèrica i Àfrica on va recol·lectar variats exemplars de roques ígnies i metamòrfiques per al museu, entre les quals destaca la col·lecció d'anortosites canadienses. El gruix de la col·lecció petrogràfica del museu de Geologia està format per les seves aportacions i les del seu pare Maximino. No menys importants varen ser les entrades de la col·lecció Cervelló de mineralogia, ingressada al museu el 1979, i la donació de fòssils del
doctor Villalta, paleontòleg de reconegut prestigi, que fou acceptada oficialment per
l'Ajuntament de Barcelona el 1983.
Durant el període al front del museu va organitzar zones especialitzades amb minerals radioactius, gemmes i per la fluorescència. També va crear una secció especial on muntar una exposició permanent amb documentació gràfica quan el 1969 es va arribar a la lluna, i va organitzar el primer «Seminari de Geologia Lunar» a Barcelona. L'organització d'aquests actes de difusió va generar un impacte social considerable i San Miguel va aprofitar per organitzar unes conferències sobre els resultats de l'anàlisi de les roques lunars a càrrec de Joan Oró que era col·laborador de la NASA per a la recerca bioquímica de les mostres. El «Seminari de Geologia Lunar» va tenir dues noves edicions el 1983 i 1986.
Va organitzar activitats relacionades amb la celebració del centenari del museu, l'any 1978, que va permetre una important difusió internacional.
Va organitzar al Palau de Congressos de Montjuïc la primera «Mostra de Cinema Geològic» feta a Barcelona amb films del vulcanòleg i cineasta H. Tazieff, entre d'altres produccions sobre Geologia i Geoplanetologia procedents dels Estats Units, URSS, França, Islàndia, Anglaterra, Alemanya i Espanya.
Destaca també una exposició al Saló del Tinell del Museu d'Història sobre meteorits i geoplanetologia feta amb la col·laboració del Museu Nacional d'Història Natural de París. L'exposició sobre la geoplanetologia va ser permanent fins al 1987.
Entre 1951 i 1985 va estar al front de la secció de petrografia de l'institut Lucas Mallada d'investigacions geològiques vinculat al CSIC facilitant les relacions entre aquesta institució i la Universitat de Barcelona on era professor.
Els seus primers treballs d'investigació es varen centrar en la gènesi de les roques granítiques en el moment que es debatia entre la teoria magmàtica i la transformista, defensada per l'Escola Escandinava i que també subscrivia San Miguel.

## Activitat docent
Va iniciar la seva carrera docent com a professor ajudant de geologia general, geologia física i petrologia a la Universitat de Barcelona el 1941, amb el suport dels seus mestres, Francisco Pardillo Vaquer i el seu pare, el doctor Maximino San Miguel de la Cámara.
Dins la mateixa universitat de Barcelona, el juliol de 1947 va guanyar la plaça de professor adjunt de petrologia i estratigrafia, i el maig de 1950 va guanyar la de catedràtic de petrografia. Fou director del departament de petrologia i del departament de prospecció geològica i geofísica de la Facultat de Ciències Geològiques, en la qual va ser degà entre 1975 i 1979.
Entre els seus treballs científics destaquen els estudis de petrogènesis de diferents zones de Catalunya i la investigació sobre la gènesi de les roques granítiques de la Costa Brava.
Va ser un gran impulsor de la cooperació internacional entre institucions i va aconseguir una intensa relació entre la Universitat de Barcelona i el Servei Geològic de Suècia, Finlàndia, França, Quebec, Arizona, l'Institut Max Planck de Heildelberg, les Universitats d'Uppsala, Hèlsinki, St Andrews, Atenes, Clermont-Ferrand, Darmstadt, Glasgow, Leiden, Liverpool, Lovaina, Manchester, Nancy, Orsay, Oslo i Roma, entre d'altres.
Va ser vocal dins la junta de l'Ateneu Barcelonès durant la presidència de Pere Gual i Villalbí, entre 1952 i 1962. Es tractava d'una junta que venia a substituir la dirigida pel falangista Luys Santa Marina. A diferència d'aquesta darrera amb més contingut ideològic, la de Pere Gual estava formada per estudiosos i professionals reconeguts entre els que es comptaven personatges com Ramon de Capmany i de Montaner, Joan Ainaud de Lasarte o Josep Maria de Segarra.
Va morir el 7 de gener de 2004.

## Premis i reconeixements
El 1947 va rebre el premi Juan de la Cierva del Consell Superior d'Investigacions Científiques pel seu estudi petrogràfic de la regió volcànica del Baix Ebre.
El 1955 fou distingit amb la Comanda d'Alfons X el Savi, i el 1967, la Reial Acadèmia de Farmàcia de Barcelona el va nomenar Acadèmic Correspondent.
També va rebre les medalles de plata al mèrit esportiu de la ciutat de Barcelona (1963) i de la Delegació Nacional d'Esports (1971), en reconeixement de la tasca de promoció i difusió de l'esport en l'àmbit universitari amb la creació de la Comissió Esportiva Universitària per dotar d'infraestructures esportives a la Universitat de Barcelona i el desenvolupament del Club Esportiu Universitari.

## Obra escrita
Va publicar més de 40 obres entre les quals destaquen:
- Atlas de geología, 1982. ISBN 9788470932199
- Fenómenos de la diferenciación metamórfica en el granito de La Cabrera (Madrid), 1957
- Estudio petrológico y petrogenético de las rocas graníticas de la cadena litoral catalana, 1967
- Datos petrográficos sobre las erupciones basálticas del Bajo Ebro (España), 1952
- Ambiente deposicional y diagénesis en las calizas del mioceno de Sant Pau d'Ordal, provincia de Barcelona, 1972
- Estudio de la región volcánica del bajo Ebro, 1950
- La petrología estructural: un nuevo campo de investigación petrográfica, 1952
- Análisis de la orientacion preferente del cuarzo en cuarzo-milonitas del litoral norte de la Península del Cabo de Creus (Gerona), 1976
- El metamorfismo y las rocas plutónicas y filonanas de la Sierra de Collcerola (Tibidabo), Barcelona, 1973